# دينوفروز
داينوفروز (بالإيطالية: Dinofroz)‏ هو مسلسل كارتون إيطالي من إنتاج Mondo TV [الإيطالية] الإيطالية يشبه مسلسل الاينمي الياباني الديجيمون (أبطال الديجيتال الجزء الرابع) حيث يندمج ابطال المسلسل مع المراففين لهم ويتحولوا إلى وحوش معظمهم من الديناصورات.
تم دبلجته إلى اللغة العربية وعرضه على قناة سبيس تون

## الحلقات
الموسم الأول يحتوي على 26 حلقة
بثت الحلقة الأولى منه على القناة الإيطالية في تاريخ September 10, 2012

## الشخصيات
قام مركز الزُهرة للدبلجة بتغيير أسماء ابطال المسلسل واسبتدالها بأسماء عربية
أما الأسماء الأصلية فهي:
1- بوب يتحول إلى تريسراتبس
2- جون يتحول إلى سمايلدون سميلودون
3- ايريك يتحول إلى تيروصور
هو ليس تحول وإنما اندماج مع المراففين لهم بمساعدة أحجار تدعى روكفروز "rockfroz" .

## الممثلون
- رأفت بازو
- عادل أبو حسون
- كامل نجمة - جون
- رائد مشرف
- طالب الرفاعي - زيد (مدرجة باسم طالب رفاعي)
- وعد عامر

و
- مأمون الرفاعي - Lo sciamano
- أيمن السالك

## روابط خارجية
- دينوفروز على موقع IMDb (الإنجليزية)
- دينوفروز على موقع كينوبويسك (الروسية)
- دينوفروز على موقع قاعدة بيانات الفيلم (الإنجليزية)